# Bill Milner
William Henry Milner (Surrey, Inglaterra; 4 de marzo de 1995) es un actor británico. Ha interpretado a Will Proudfoot en Son of Rambow, a Edward en Is Anybody There? y a Erik Lehnsherr / Magneto de joven en X-Men: primera generación.

## Carrera
Milner nació en Surrey, Inglaterra. En 2007 tuvo su primer papel como Will Proudfoot en Son of Rambow junto con Will Poulter, y ese mismo año apareció en películas de televisión como Who Killed Mrs De Ropp? y My Boy Jack. En 2008, interpretó a Edward en Is Anybody There? y a Toby Warner en el cortometraje Pop Art. En 2009, fue Michael en la película televisiva Skellig, y en 2010 interpretó a Baxter Dury, el hijo del cantante famoso Ian Dury en Sex & Drugs & Rock & Roll con Andy Serkis. En el 2011 fue Erik Lehnsherr / Magneto de joven en X-Men: primera generación. En el 2017, interpretó a Tom Harvey en la película de Netflix iBoy, con Maisie Williams.

## Filmografía
| Año  | Película                  | Rol                            | Notas                  |
| ---- | ------------------------- | ------------------------------ | ---------------------- |
| 2007 | Son of Rambow             | Will Proudfoot                 |                        |
| 2007 | Who Killed Mrs De Ropp?   | Nicholas                       | Película de televisión |
| 2007 | My Boy Jack               | Peter Carter                   | Película de televisión |
| 2008 | Is Anybody There?         | Edward                         |                        |
| 2008 | Pop Art                   | Toby Warner                    | Cortometraje           |
| 2009 | Skellig                   | Michael                        | Película de televisión |
| 2010 | Sex & Drugs & Rock & Roll | Baxter Dury                    |                        |
| 2011 | X-Men: primera generación | Joven Erik Lehnsherr / Magneto |                        |
| 2013 | Locke                     | Sean                           | Voz                    |
| 2017 | iBoy                      | Tom Harvey                     |                        |
| 2017 | The Lodgers               | Edward                         |                        |
| 2018 | Apostle                   | Jeremy                         |                        |
| 2019 | Summer Night              | Rabbit                         |                        |
| 2023 | Midas Man                 | Clive                          |                        |